# Brad Coombs
Bradley Coombs, detto Brad (...), è un animatore e sceneggiatore statunitense.
Nel corso della sua carriera ha lavorato su: Si salvi chi può! Arriva Dennis, Roswell Conspiracies, Gen¹³ e Blazing Dragons.